# Maxičky
Maxičky  jsou XVIII. část statutárního města Děčína. Nachází se na severu Děčína. Děčín XVIII-Maxičky leží v katastrálním území Maxičky o rozloze 18,54 km². V tomto katastrálním území se nachází také lovecký zámeček Kristin Hrádek, ruiny samoty Králův mlýn a přírodní památka Rybník u Králova mlýna.

## Historie
Osadu Maxičky (Maxdorf) založil roku 1671 Maxmilián Thun-Hohenstein, podle něhož také získala své jméno. Hrabě Thun potřeboval v této oblasti vybudovat hospodářské zázemí zejména pro správu lesů. V té době existoval dvůr Papert nad Horním Žlebem, který nepatřil Thunům, ale Christofu Stolzeovi a jeho obyvatelé neoprávněně zasahovali do hospodaření v této oblasti, zejména pytláctvím.

## Obyvatelstvo
Při sčítání lidu v roce 1921 ve vsi žilo 189 obyvatel (z toho 95 mužů), z nichž bylo pět Čechoslováků, 183 Němců a jeden cizinec. Kromě dvou evangelíků a jednoho člověka bez vyznání byli římskými katolíky. Podle sčítání lidu z roku 1930 měla vesnice 181 obyvatel: osm Čechoslováků, 166 Němců a sedm cizinců. Většina (142 osob) se jich hlásila k římskokatolické církvi, ale ve vsi byli také čtyři evangelíci, dva členové církve československé a 33 lidí bez vyznání.
|                                                                | 1869 | 1880 | 1890 | 1900 | 1910 | 1921 | 1930 | 1950 | 1961 | 1970 | 1980 | 1991 | 2001 | 2011 |
| -------------------------------------------------------------- | ---- | ---- | ---- | ---- | ---- | ---- | ---- | ---- | ---- | ---- | ---- | ---- | ---- | ---- |
| Obyvatelé                                                      | 235  | 231  | 214  | 209  | 194  | 189  | 181  | 51   | 106  | 128  | 94   | 59   | 93   | 123  |
| Domy                                                           | 30   | 32   | 34   | 35   | 34   | 34   | 35   | 35   | —    | 26   | 21   | 19   | 31   | 41   |
| Počet domů z roku 1961 je zahrnut v domech místní části Děčín. |      |      |      |      |      |      |      |      |      |      |      |      |      |      |

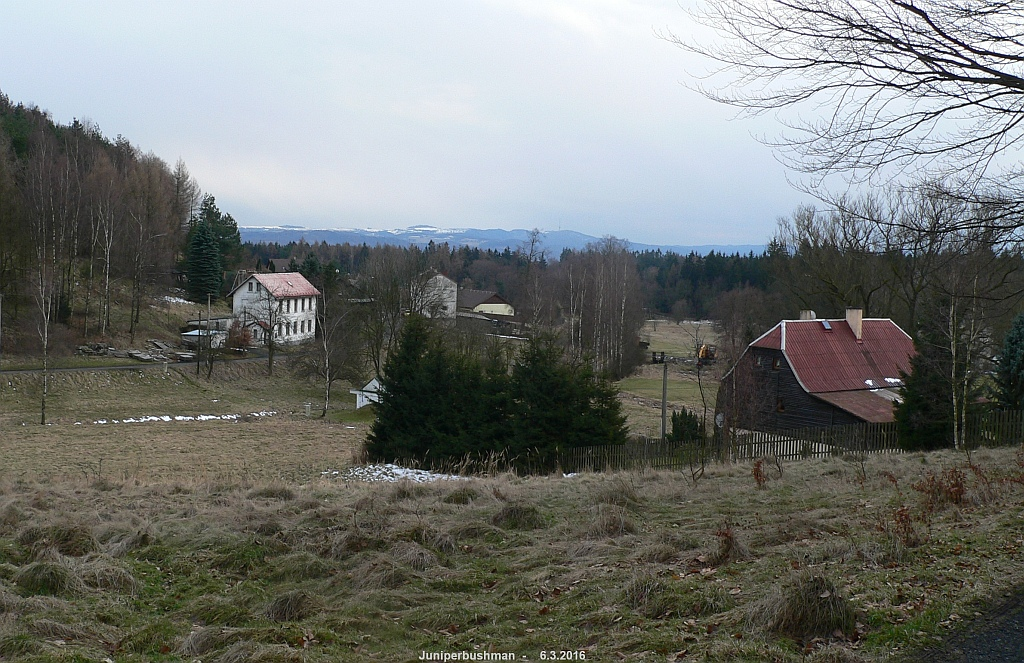
Pohled směrem na jih, vlevo budova bývalé školy
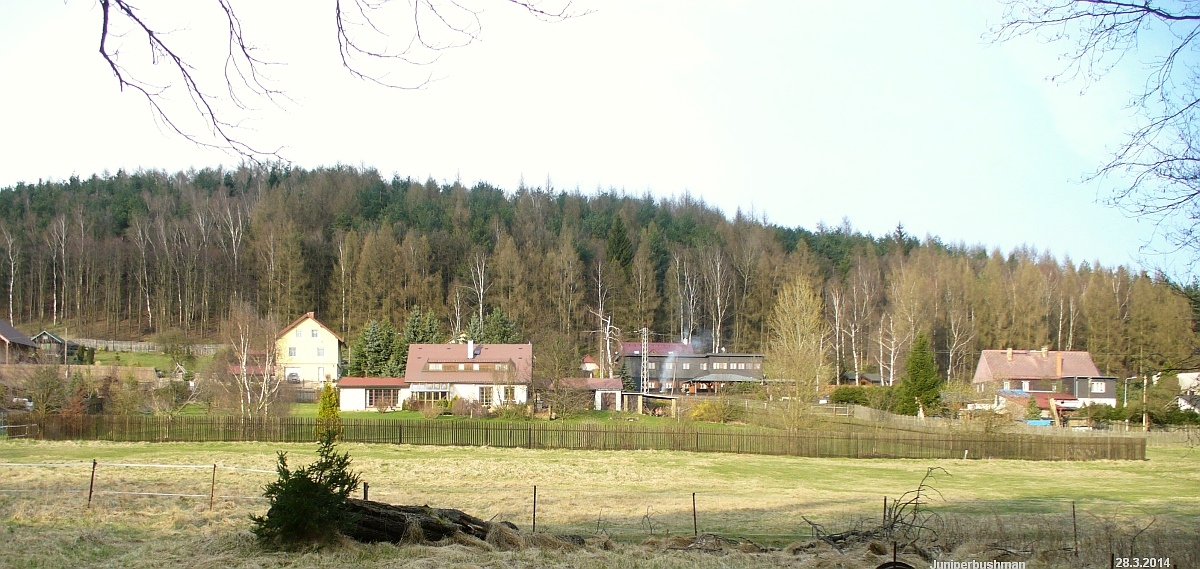
Pohled z aleje